# Hytop
Hytop es un pueblo ubicado en el condado de Jackson en el estado estadounidense de Alabama. En el censo de 2000, su población era de 315.

## Demografía
En el 2000 la renta per cápita promedia del hogar era de $ 34.306$, y el ingreso promedio para una familia era de 34.821$. El ingreso per cápita para la localidad era de 15.093$. Los hombres tenían un ingreso per cápita de 29.107$ contra 19.286$ para las mujeres.

## Geografía
Hytop está situado en 34°54′17″N 86°5′12″O / 34.90472, -86.08667 (34.904816, -86.086634).
Según la Oficina del Censo de los EE. UU., la ciudad tiene un área total de 2.26 millas cuadradas (5.85 km²).